# Calle García Moreno (Quito)

La calle García Moreno, también conocida como De las Siete Cruces, es una de las principales y más antiguas arterias de tránsito en el centro histórico de la ciudad de Quito, capital de Ecuador. La vía, que recorre la totalidad del casco colonial en sentido norte-sur, conecta respectivamente los barrios de San Juan y San Roque.

## Historia
El trazado de la calle actual se fue perfilando conforme los conquistadores españoles rellenaban varias quebradas que cortaban un antiguo sendero sagrado inca, mismo que durante siglos había unido los templos rituales de las dos principales deidades adoradas en la ciudad aborigen: Ñahuira, dedicado a Inti en la colina de El Panecillo, y Huanacauri, dedicado a Mama Quilla en la colina de San Juan.
En el siglo XVI fue denominada De las Siete Cruces debido a que los conventos e iglesias católicas que se ubicaron sobre ella levantaron con los años varias cruces de piedra que servían como altares populares durante las celebraciones del Corpus Christi de cada año, cuando eran adornadas con telas y brocados.
La semilla independentista empezó a germinar en el territorio de la Real Audiencia de Quito durante los últimos años del siglo XVIII, y uno de sus más importantes gestores, Eugenio de Santa Cruz y Espejo, colgó telas en las siete cruces de la calle con la leyenda en latín "Salva Cruce Liber Esto. Felicitatem et Gloriam consequto", que significa "Felicidad y Gloria conseguiremos. Al amparo de la Cruz seremos libres".
Finalmente, fue renombrada como Carrera García Moreno a finales del siglo XIX, en homenaje al presidente Gabriel García Moreno, quien en 1875 murió asesinado en la misma calle, frente al Palacio de Carondelet.

## Recorrido
La calle García Moreno tiene 1,5 km de largo y recorre la totalidad del centro histórico de la ciudad, entre las calles Julio Matovelle, en el barrio de San Juan (norte), y la Ambato, en el barrio de San Roque (sur). A partir de la calle Ambato, la vía carrozable se transforma en una escalinata que asciende por la colina de El Panecillo, hasta los pies del monumento de la Virgen de Quito.

### Hitos urbanos

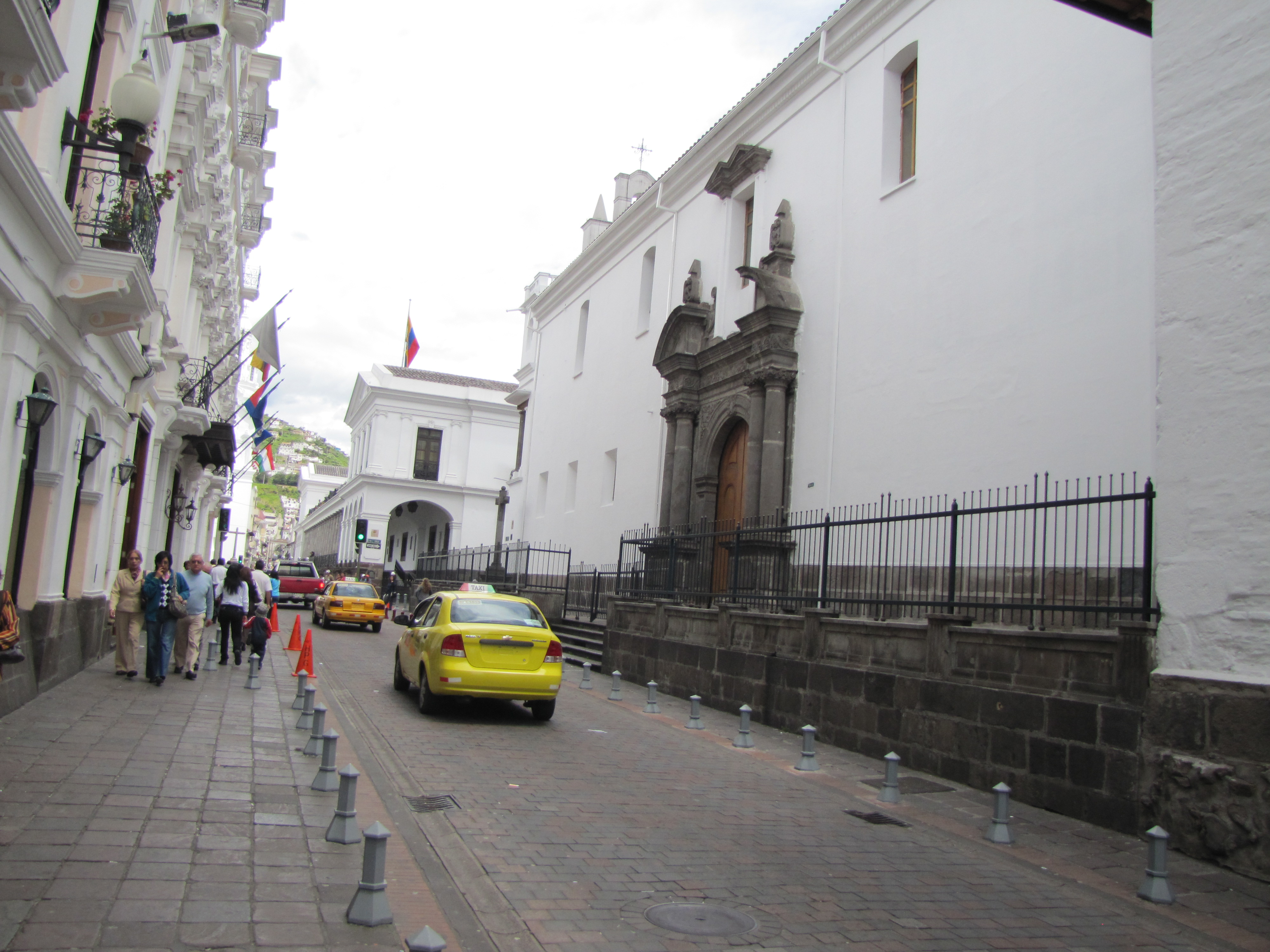
La calle a su paso frente al Monasterio de la Limpia Concepción.

El recorrido de las siete cruces coloniales empieza en la iglesia de Santa Bárbara (1550), y sigue hacia el sur por el monasterio de la Limpia Concepción (1575), la Catedral Metropolitana (1564), la iglesia de El Sagrario (1699), la iglesia de La Compañía (1613), el monasterio de El Carmen Alto y la Capilla del antiguo Hospital San Lázaro.
Además, otros edificios importantes se suman al recorrido, también en sentido norte-sur:
- Parque Julio Matovelle
- Basílica del Voto Nacional
- Casa de la Peña
- Casa Museo Bonilla Cortez
- Plaza Grande
- Palacio de Pizarro
- Palacio de Carondelet
- Centro Cultural Metropolitano
- Pasaje Amador
- Edificio antiguo del Banco Central
- Museo de Artes Decorativas María Augusta Urrutia
- Museo de la Ciudad
- Bulevar 24 de Mayo